# Grand Prix Belgie 2011
Grand Prix Belgie 2011 (LXVII ING Belgian Grand Prix) dvanáctý závod 62. ročníku mistrovství světa vozů Formule 1, historicky již 852. grand prix, se uskutečnila na okruhu Circuit de Spa-Francorchamps.

## Výsledky

### Kvalifikace
| Pořadí                 | Číslo | Jezdec             | Konstruktér          | 1. část  | 2. část  | 3. část  | Start |
| ---------------------- | ----- | ------------------ | -------------------- | -------- | -------- | -------- | ----- |
| 1                      | 1     | Sebastian Vettel   | Red Bull-Renault     | 2:03.029 | 2:03.317 | 1:48.298 | 1     |
| 2                      | 3     | Lewis Hamilton     | McLaren-Mercedes     | 2:03.008 | 2:02.823 | 1:48.730 | 2     |
| 3                      | 2     | Mark Webber        | Red Bull-Renault     | 2:02.827 | 2:03.302 | 1:49.376 | 3     |
| 4                      | 6     | Felipe Massa       | Ferrari              | 2:05.834 | 2:04.507 | 1:50.256 | 4     |
| 5                      | 8     | Nico Rosberg       | Mercedes             | 2:05.091 | 2:03.723 | 1:50.552 | 5     |
| 6                      | 19    | Jaime Alguersuari  | Toro Rosso-Ferrari   | 2:05.419 | 2:04.561 | 1:50.773 | 6     |
| 7                      | 9     | Bruno Senna        | Renault              | 2:05.047 | 2:04.452 | 1:51.121 | 7     |
| 8                      | 5     | Fernando Alonso    | Ferrari              | 2:04.450 | 2:02.768 | 1:51.251 | 8     |
| 9                      | 17    | Sergio Pérez       | Sauber-Ferrari       | 2:06.284 | 2:04.625 | 1:51.374 | 9     |
| 10                     | 10    | Vitalij Petrov     | Renault              | 2:05.292 | 2:03.466 | 1:52.303 | 10    |
| 11                     | 18    | Sébastien Buemi    | Toro Rosso-Ferrari   | 2:04.744 | 2:04.692 |          | 11    |
| 12                     | 16    | Kamui Kobajaši     | Sauber-Ferrari       | 2:07.194 | 2:04.757 |          | 12    |
| 13                     | 4     | Jenson Button      | McLaren-Mercedes     | 2:01.813 | 2:05.150 |          | 13    |
| 14                     | 11    | Rubens Barrichello | Williams-Cosworth    | 2:05.720 | 2:07.349 |          | 14    |
| 15                     | 14    | Adrian Sutil       | Force India-Mercedes | 2:06.000 | 2:07.777 |          | 15    |
| 16                     | 12    | Pastor Maldonado   | Williams-Cosworth    | 2:05.621 | 2:08.106 |          | 21    |
| 17                     | 20    | Heikki Kovalainen  | Lotus-Renault        | 2:06.780 | 2:08.354 |          | 16    |
| 18                     | 15    | Paul di Resta      | Force India-Mercedes | 2:07.758 |          |          | 17    |
| 19                     | 21    | Jarno Trulli       | Lotus-Renault        | 2:08.773 |          |          | 18    |
| 20                     | 24    | Timo Glock         | Virgin-Cosworth      | 2:09.566 |          |          | 19    |
| Limit 107 % : 2:10.339 |       |                    |                      |          |          |          |       |
| 21                     | 25    | Jérôme d'Ambrosio  | Virgin-Cosworth      | 2:11.601 |          |          | 20    |
| 22                     | 23    | Vitantonio Liuzzi  | HRT-Cosworth         | 2:11.616 |          |          | 22    |
| 23                     | 22    | Daniel Ricciardo   | HRT-Cosworth         | 2:13.077 |          |          | 23    |
| 24                     | 7     | Michael Schumacher | Mercedes             | bez čašu |          |          | 24    |

### Závod
| Pořadí | Číslo | Jezdec             | Konstruktér          | Kola | Čas/odstoupení  | Start | Body |
| ------ | ----- | ------------------ | -------------------- | ---- | --------------- | ----- | ---- |
| 1      | 1     | Sebastian Vettel   | Red Bull-Renault     | 44   | 1:26:44.893     | 1     | 25   |
| 2      | 2     | Mark Webber        | Red Bull-Renault     | 44   | +3.741          | 3     | 18   |
| 3      | 4     | Jenson Button      | McLaren-Mercedes     | 44   | +9.669          | 13    | 15   |
| 4      | 5     | Fernando Alonso    | Ferrari              | 44   | +13.022         | 8     | 12   |
| 5      | 7     | Michael Schumacher | Mercedes             | 44   | +47.464         | 24    | 10   |
| 6      | 8     | Nico Rosberg       | Mercedes             | 44   | +48.674         | 5     | 8    |
| 7      | 14    | Adrian Sutil       | Force India-Mercedes | 44   | +59.713         | 15    | 6    |
| 8      | 6     | Felipe Massa       | Ferrari              | 44   | +1:06.706       | 4     | 4    |
| 9      | 10    | Vitalij Petrov     | Renault              | 44   | +1:11.917       | 10    | 2    |
| 10     | 12    | Pastor Maldonado   | Williams-Cosworth    | 44   | +1:17.615       | 21    | 1    |
| 11     | 15    | Paul di Resta      | Force India-Mercedes | 44   | +1:23.994       | 17    |      |
| 12     | 16    | Kamui Kobajaši     | Sauber-Ferrari       | 44   | +1:31.976       | 12    |      |
| 13     | 9     | Bruno Senna        | Renault              | 44   | +1:32.985       | 7     |      |
| 14     | 21    | Jarno Trulli       | Lotus-Renault        | 43   | +1 kolo         | 18    |      |
| 15     | 20    | Heikki Kovalainen  | Lotus-Renault        | 43   | +1 kolo         | 16    |      |
| 16     | 11    | Rubens Barrichello | Williams-Cosworth    | 43   | +1 kolo         | 14    |      |
| 17     | 25    | Jérôme d'Ambrosio  | Virgin-Cosworth      | 43   | +1 kolo         | 20    |      |
| 18     | 24    | Timo Glock         | Virgin-Cosworth      | 43   | +1 kolo         | 19    |      |
| 19     | 23    | Vitantonio Liuzzi  | HRT-Cosworth         | 43   | +1 kolo         | 22    |      |
| Ret    | 17    | Sergio Pérez       | Sauber-Ferrari       | 27   | Zavěšení        | 9     |      |
| Ret    | 22    | Daniel Ricciardo   | HRT-Cosworth         | 13   | Vibrace         | 23    |      |
| Ret    | 3     | Lewis Hamilton     | McLaren-Mercedes     | 12   | Kolize          | 2     |      |
| Ret    | 18    | Sébastien Buemi    | Toro Rosso-Ferrari   | 6    | Následky kolize | 11    |      |
| Ret    | 19    | Jaime Alguersuari  | Toro Rosso-Ferrari   | 0    | Kolize          | 6     |      |

## Průběžné pořadí šampionátu
Pohár jezdců
| Pořadí | Jezdec           | Body |
| ------ | ---------------- | ---- |
| 1      | Sebastian Vettel | 259  |
| 2      | Mark Webber      | 167  |
| 3      | Fernando Alonso  | 157  |
| 4      | Jenson Button    | 149  |
| 5      | Lewis Hamilton   | 146  |

Pohár konstruktérů
| Pořadí | Konstruktér      | Body |
| ------ | ---------------- | ---- |
| 1      | Red Bull-Renault | 426  |
| 2      | McLaren-Mercedes | 295  |
| 3      | Ferrari          | 231  |
| 4      | Mercedes         | 98   |
| 5      | Renault          | 68   |